# Йозеф Шрайбер
Йозеф Шрайбер (нім. Josef Schreiber; 24 грудня 1919, Гоенфельс — 28 січня 1945, Позен) — німецький офіцер, лейтенант резерву вермахту. Кавалер Лицарського хреста Залізного хреста з дубовим листям.

## Біографія
14 серпня 1938 року вступив в 7-у роту 14-го піхотного полку. Учасник Польської і Французької кампанії, а також в Німецько-радянській війні. Наприкінці 1941 року призначений командиром взводу 4-ї роти свого полку. Під час боїв на Курській дузі командував взводом 7-ї роти свого полку і 14 серпня 1943 року після загибелі командира прийняв командування ротою (у якій залишалися близько 30 бійців). Наприкінці 1944 року відправлений на офіцерські курси, однак у зв'язку з наближенням частин Червоної Армії учні були кинуті в бій. Зник безвісти.

## Звання
- Оберфельдфебель (1 липня 1943)
- Лейтенант резерву (1945, посмертно)

## Нагороди
- Залізний хрест
  - 2-го класу
  - 1-го класу (18 вересня 1941)
- Штурмовий піхотний знак в сріблі
- Лицарський хрест Залізного хреста з дубовим листям
  - лицарський хрест (31 березня 1943)
  - дубове листя (№ 309; 5 жовтня 1943)
- Нагрудний знак ближнього бою в бронзі

## Вшанування пам'яті
27 травня 1967 року в Іммендінгені були відкриті Казарми оберфельдфебеля Шрайбера. В 2016 році казарми були закриті, проте в парку біля Верхнього замку Іммендінгена досі стоїть меморіальний камінь із зображенням Шрайбера, який раніше стояв перед будівлею штабу казарм.